# Вежбова (Серадзький повіт)
Вежбова (пол. Wierzbowa) — село в Польщі, у гміні Бжезньо Серадзького повіту Лодзинського воєводства.
Населення — 73 особи (2011).
У 1975-1998 роках село належало до Серадзького воєводства.

## Демографія
Демографічна структура станом на 31 березня 2011 року:
|          | Загалом | Допрацездатний вік | Працездатний вік | Постпрацездатний вік |
| -------- | ------- | ------------------ | ---------------- | -------------------- |
| Чоловіки | 37      | 5                  | 27               | 5                    |
| Жінки    | 36      | 4                  | 22               | 10                   |
| Разом    | 73      | 9                  | 49               | 15                   |